# Chanon Ukkharachata
Chanon Ukkharachata (tiếng Thái: ชานนท์ อักขระชาตะ, phiên âm: Cha-non Ác-kha-ra-cha-ta, sinh ngày 29 tháng 3 năm 1991) còn có nghệ danh là Khun (ขุน), là một diễn viên, người mẫu và người dẫn chương trình người Thái Lan. Anh được biết đến qua bộ phim Gossip Girl Thailand và đảm nhận vai trò Host của chương trình truyền hình thực tế The Face Thailand ở mùa 2, mùa 3 và mùa 4

## Tiểu sử
- Tên khai sinh: Chanon Ukkharachata (ชานนท์ อักขระชาตะ)
- Tên gọi: Khun (ขุน)
- Nghề nghiệp: Diễn viên, dẫn chương trình
- Ngày sinh: 29/03/1991
- Nơi sinh: Bangkok, Thái Lan
- Chiều cao: 1m85
- Học vấn: University of Thai Commercial - (tốt nghiệp khoa Luật)

Khun Chanon từng tốt nghiệp khoa Luật trường Đại học UTCC (University of the Thai Chamber of Commerce - Đại học của Phòng thương mại Thái Lan).
Trước khi “đầu quân” cho The Face Thailand, Chanon còn được biết đến với nhiều vai diễn ấn tượng, điển hình là bộ phim Gossip Girl Thái Lan. Đây cũng là bộ phim thuộc quyền chế tác cùng công ty Kantana đồng sản xuất The Face Thailand. Có lẽ sau thành công của bộ phim, nhà sản xuất đã quyết định mời anh với vai trò host The Face cùng với các huấn luyện viên người mẫu diễn viên chuyên nghiệp: Cris Horwang, Bee Namthip, Lukkade Metinee, Marsha Vadhanapanich, Sririta Jensen, Sonia Couling, Chermarn Boonyasak. So với các phiên bản The Face trên toàn thế giới, anh là host trẻ tuổi nhất trong số các phiên bản.

## Các bộ phim đã tham gia

### Phim điện ảnh
| Năm | Phim                    | Vai | Đóng với                  |
| --- | ----------------------- | --- | ------------------------- |
|     | Home Sweet Hell เรือนขังผี |     | Aniporn Chalermburanawong |

### Phim truyền hình
| Năm  | Phim                                             | Vai diễn          | Đóng với                    | Đài      |
| ---- | ------------------------------------------------ | ----------------- | --------------------------- | -------- |
| 2012 | Phu Pha Prai Mai                                 | Natee             |                             | Ch3      |
| 2013 | Kaen Sanaeha Mối hận cơ duyên                    | Jesada            |                             | Ch3      |
| 2014 | Nang Klang Fai Ký ức bỏ quên                     | Watin             | Kullacha Sukhontasenee      | true4u   |
| 2015 | Krasue Mahanakorn                                | Kongpop           |                             | Ch3      |
| 2015 | Gossip Girl Thailand                             | Jak Benjakij      | Carissa Springett           | Ch3      |
| 2017 | Plerng Pranang                                   | Prince ThongPaeng |                             | Ch7      |
| 2017 | Mia Luang 2017 Bản lĩnh người vợ                 | Ken               |                             | Ch3      |
| 2017 | Paragit Likhit Ruk Hành trình định mệnh trái tim | Bawin             | Anchasa Mongkhonsamai       | OneHD    |
| 2017 | Rak Rai Tình yêu tội lỗi                         | Nakkad            | Ajirapha "Sabina" Meisinger | Ch3      |
| 2018 | Khun Por Jorm Sa                                 | Kritsana          | Virithipa Pakdeeprasong     | GMM25    |
| 2019 | Reun Manut                                       | Chaiyaporn        | Randapa Muntalumpa          | Ch7      |
| 2019 | Rong Tao Naree Trong đôi giày của cô ấy          | Badin             |                             | AmarinTV |
| 2021 | Paetsaya                                         | Nont              |                             | PPTV36   |

### Series ngắn
| Năm  | Series                                                                     | Vai diễn | Đóng với                                    | Đài        |
| ---- | -------------------------------------------------------------------------- | -------- | ------------------------------------------- | ---------- |
| 2013 | Bantuk Kam                                                                 | Nat      |                                             |            |
| 2016 | Club Friday The Series 8: Ruk Tae Rue Kae... Phuk Phan Tình Yêu Thật Sự    | Touch    | Aniporn Chalermburanawong, Nat Thewphaingam | GMM25      |
| 2017 | Club Friday The Series 9: Rak Mak..Mak Rak Người Tình                      | Pon      | Thanchanok Ridthinakaa                      | GMM25      |
| 2017 | Love Song Love Series Tình yêu thật sự                                     | Korn     | Nichaphat Chatchaipholrat                   | GMM25      |
| 2020 | Affection Story: Jessi                                                     | Pope     | Michelle Behrmann                           | TV Thunder |
| 2020 | Club Friday The Series 12: Rak Tee Mai Mee Krai Roo Tình yêu không ai biết | Cain     | Pasut Banyam, Apinya Sakuljaroensuk         | GMM25      |

### Chương trình
| Năm       | Chương trình                  | Vai trò             | Đài |
| --------- | ----------------------------- | ------------------- | --- |
| 2015-2016 | The Face Thailand (Mùa 2)     | Host                | CH3 |
| 2017      | The Face Thailand (Mùa 3)     | Host                | CH3 |
| 2017      | The Face Men Thailand (Mùa 1) | Giám khảo khách mời | CH3 |
| 2018      | The Face Thailand (Mùa 4)     | Host                | CH3 |